# Исаксен, Ингвильд
Ингвильд Ландвик Исаксен (норв. Ingvild Landvik Isaksen; род. 10 февраля 1989, Фредрикстад, Эстфолл) — норвежская футболистка.

## Карьера

### Клубная
С 2006 по 2013 год играла за «Кульботн», являлась капитаном команды.
С 2014 года выступала за «Стабек», также являясь капитаном команды.
В августе 2017 года перешла в «Ювентус».

### Сборная
Дебютировала за сборную в 2009 году в товарищеском матче против сборной Швеции.
В 2009 году вошла в состав сборной Норвегии на чемпионат Европы. На турнире дважды выходила на замену, сыграв в общей сложности 18 минут.
Вошла в состав сборной на чемпионат Европы в 2013 году. Забила победный мяч в ворота сборной Германии, матч завершился со счётом 1:0. Это стало первым поражением для немецкой команды на чемпионатах Европы с 1993 года.
В 2017 году вошла в состав сборной на чемпионат Европы, который прошёл в Нидерландах.